# Huevos rellenos

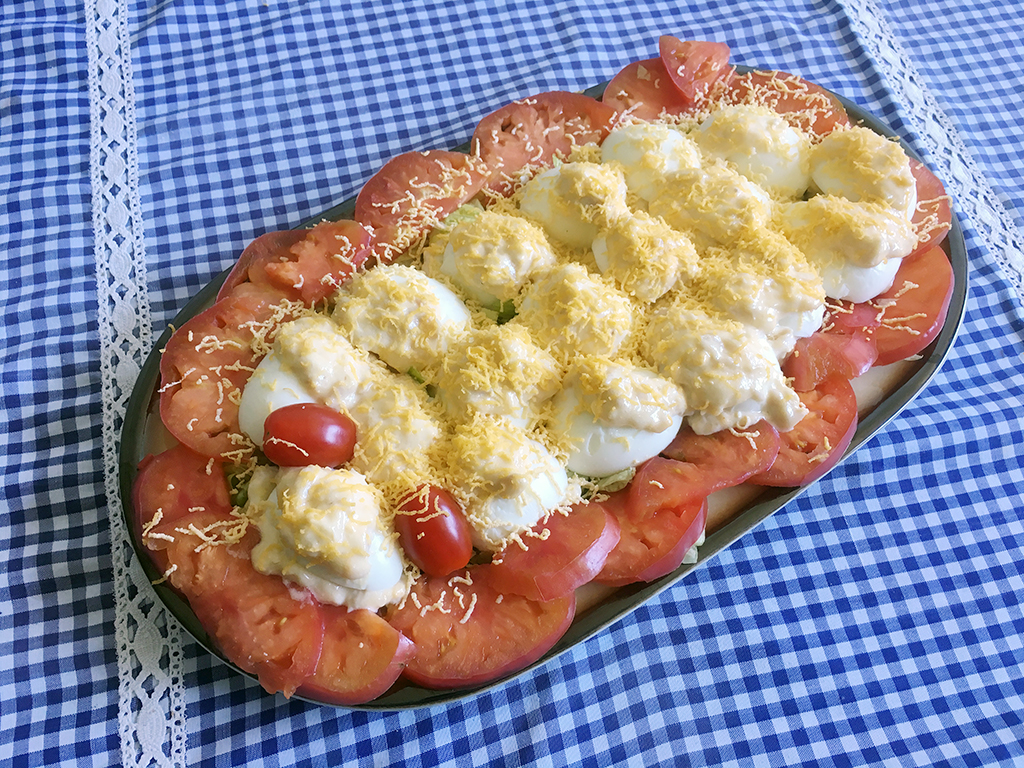
Huevos rellenos

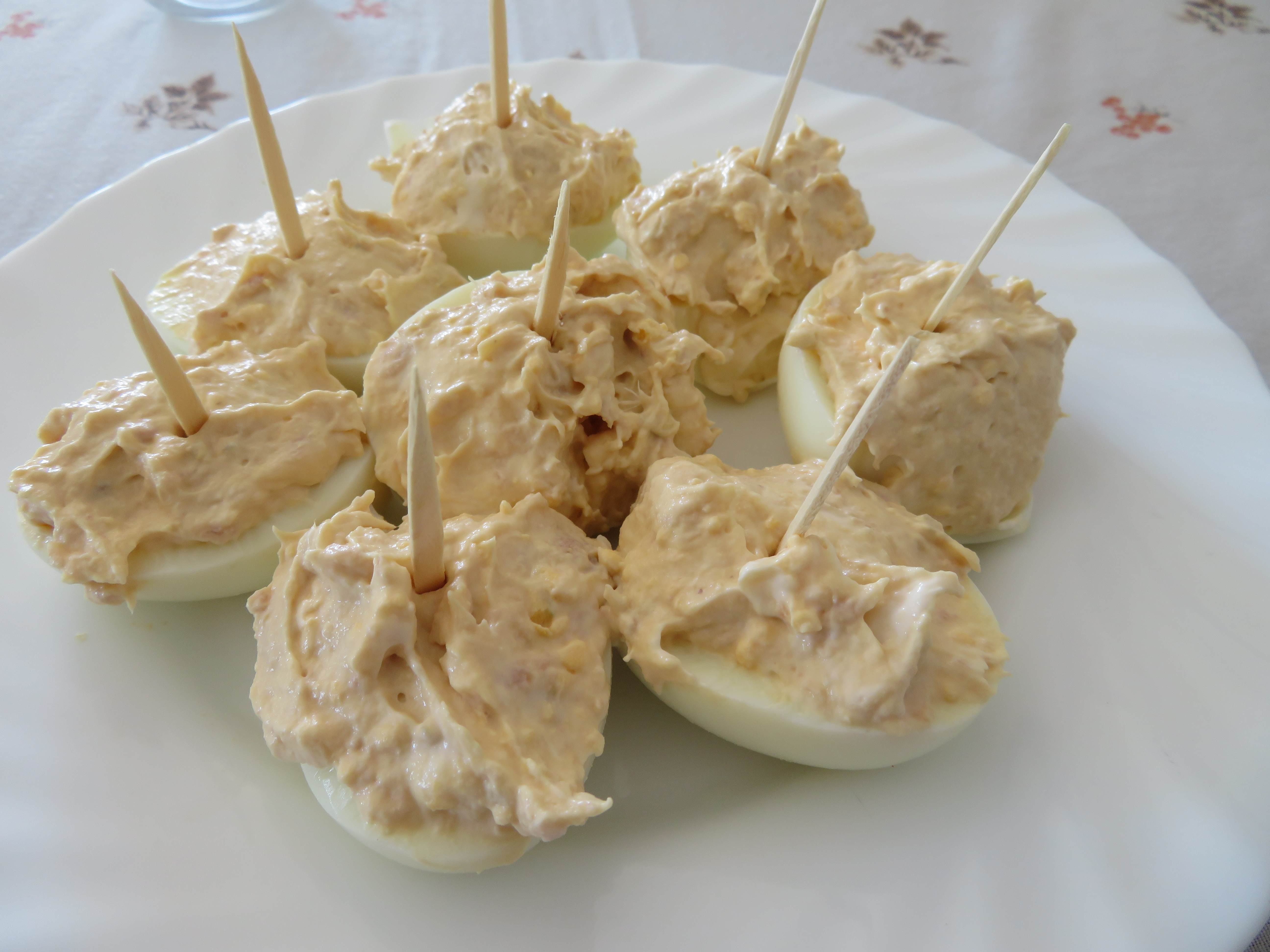
Huevos rellenos de atún y mayonesa casera (España).

Los huevos rellenos (en inglés: deviled eggs, huevos endiablados) son un plato elaborado con huevos duros aliñados con diferentes ingredientes. Es habitual que se presenten rellenos de algún contenido que puede ir desde pescado, encurtidos, salsas (como la mayonesa, ketchup, etc.), pasta, etc. Por regla general este plato se sirve acompañado de otros aliños.

## Variantes
Esta preparación posee diversos nombres en los países. De esta forma, en la cocina francesa se denominan œuf mimosa (huevos mimosa); en Hungría töltött tojás; en Rumania ouă umplute ("huevos rellenos"). En Bélgica, Holanda y Alemania se rellenan con caviar y se denominan "huevos a la rusa". 